# Ophiocordyceps jinggangshanensis
Ophiocordyceps jinggangshanensis ist eine parasitische Pilz-Art aus der Ordnung der Krustenkugelpilzartigen, die auf Raupen verschiedener Schmetterlinge parasitiert.

## Merkmale

### Makroskopische Merkmale
Das Stroma wächst einzeln oder büschelig und nicht verzweigt aus dem Kadaver der Wirtsraupe. Es ist blass ockerfarben, klein, 13 Millimeter hoch und 0,5 Millimeter breit. Die eigentlichen Fruchtkörper, die Perithecien, sind sehr klein, schwarz, und befinden sich einzeln im mittleren oder oberen Teil des Stromas. Sie sind eiförmig, haben eine sterile, scharfe Spitze und messen 320 × 230 Mikrometer.

### Mikroskopische Merkmale
Die Schläuche (Asci) sind kurz zylindrisch, 165 × 9 bis 10 Mikrometer groß mit einem Deckel, der wiederum 4,5 × 4,5 Mikrometer groß ist. Die Sporen sind fadenförmig, mit vielen Septen und sind 2,5 bis 3 Mikrometer dick. Die Septenintervalle sind 4,8 bis 9 Mikrometer lang. Sie brechen nicht leicht in Teilsporen auf.

### Ähnliche Arten
Ophiocordyceps filiformis ist sehr ähnlich, seine Perithecien sind aber nicht schwarz, sondern braun-gelb. Zudem sind die septierten Sporen schmaler.

## Ökologie und Verbreitung
Ophiocordyceps jinggangshanensis parasitiert auf Raupen von nicht näher beschriebenen Schmetterlingen.
Die Art ist in China in den Provinzen Jiangxi und Hunan verbreitet, genauer im Jinggang-Gebirge.

## Systematik
Ophiocordyceps jinggangshanensis wurde 2001 von den chinesischen Mykologen Z.Q. Liang, A.Y. Liu und Yong C. Jiang  als Cordyceps jinggangshanensis erstbeschrieben. 2007 wurden die Kernkeulen durch Sung Gi-ho, Sung Jae-mo, Nigel L. Hywel-Jones und Joseph W. Spatafora in drei Gattungen in zwei verschiedenen Familien aufgeteilt. Ophiocordyceps jiangxiensis wird zu den Ophiocordycipitaceae gestellt. Der Artname bezieht sich auf den Fundort der Erstbeschreibung, das Jinggang-Gebirge in den Provinzen Jiangxi und Hunan.